# 제35회 금마장
제35회 금마장의 시상식에 관한 내용이다.

## 수상 및 후보

### 작품상
- 슈슈 - 조안 첸 수상
- 매일 매일 8시간 너를 사랑해 - 완세생
- 해상화 - 허우 샤오시엔
- 유리의 성 - 장완정
- 청혼 광고 - 이샤야 드래퍼

### 감독상
- 슈슈 - 조안 첸 수상
- 해상화 - 허우 샤오시엔
- 유리의 성 - 장완정
- 청혼 광고 - 이샤야 드래퍼

### 남우주연상
- 슈슈 - Lopsang 수상
- 유리의 성 - 여명
- 야수형경 - 왕민덕
- 매일 매일 8시간 너를 사랑해 - 양조위

### 여우주연상
- 슈슈 - Lu Lu 수상
- 청혼 광고 - 유약영
- 고혹자 정의편 - 홍흥십삼매 - 오군여
- 구멍 - 양귀매

### 남우조연상
- 쾌락과 타락 - 증지위 수상
- 청혼 광고 - Wang Chaoming
- 요리사와 세 남자 - 고보명
- 매일 매일 8시간 너를 사랑해 - 방중신

### 여우조연상
- 유리의 성 - 서기 수상
- Bad Girl Trilogy - Cai Cande
- 9413 - 이혜민
- 매일 매일 8시간 너를 사랑해 - 관수미

### 각본상
- 유리의 성 - 나계예 수상

### 각색상
- 슈슈 - 조안 첸 외 수상

### 촬영상
- 유리의 성 - 마초성 수상

### 영화음악상
- 슈슈 - Johnny Chen 수상

### 주제가상
- 슈슈 - Johnny Chen 수상

### 심사위원특별상
- 청혼 광고 - 유약영 수상